# 압둘라 엔수르

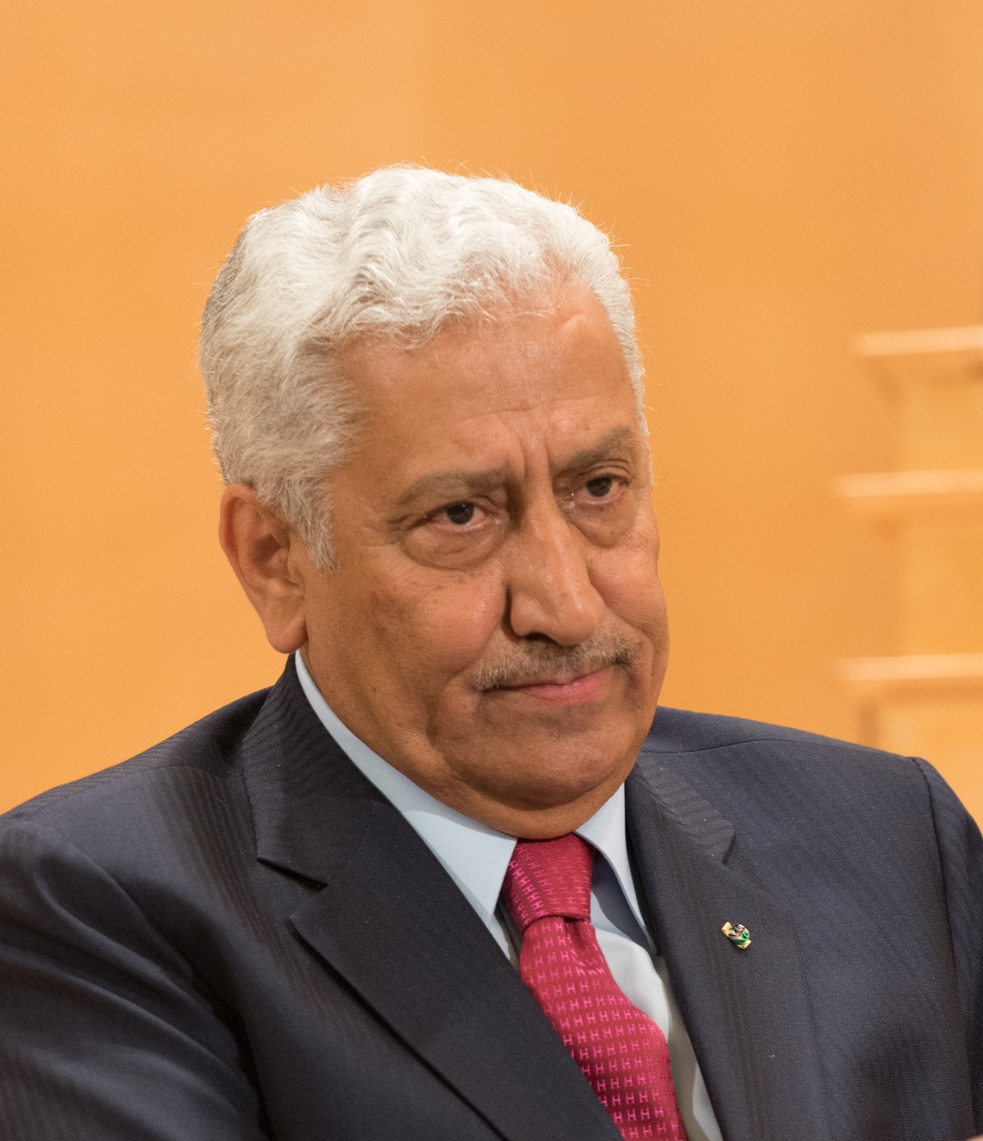
압둘라 엔수르

압둘라 엔수르(1939년 1월 20일 살트 ~ , 아랍어: عبد الله النسور)는 요르단의 정치인 겸 경제학자이다. 소속 정당은 없으며 레바논 베이루트 아메리카 대학교와 프랑스 파리 제1대학교 출신이다. 2012년 10월 11일부터 2016년 6월 1일까지 요르단의 총리를 역임했으며 요르단 정부의 다양한 국제 행사를 개최하였다.
| 전임 파에즈 타라우네 | 요르단의 총리 2012년 10월 11일 - 2016년 6월 1일 | 후임 하니 알물키 |